# Johannsenita
La johannsenita es un mineral de la clase de los inosilicatos, y dentro de esta pertenece al llamado “grupo del piroxeno”. Fue descubierta en una mina del Condado de Grant (Nuevo México), en los Estados Unidos, siendo nombrada en 1932 en honor de Albert Johannsen, petrólogo estadounidense.

## Características químicas
Es un silicato de calcio y manganeso, que cristaliza en el sistema cristalino monoclínico por lo que dentro del grupo de piroxeno pertenece al subgrupo del clinopiroxeno. Forma dos series de solución sólida, una de ellas con la hedenbergita (CaFe2+Si2O6), en la que la sustitución gradual del manganeso por hierro va dando los distintos minerales de la serie. Una segunda serie es la que forma con el diópsido (CaMgSi2O6), en la que se va sustituyendo el manganeso por magnesio.
Además de los elementos de su fórmula, suele llevar como impurezas: titanio, aluminio, hierro, magnesio, sodio, potasio, carbono, fósforo y agua.

## Formación y yacimientos
Se encuentra en rocas calizas metasomatizadas por contacto y en skarn manganetifero, también se ha encontrado en roca riolita cortada por vetas de cuarzo o de calcita. Suele encontrarse asociado a otros minerales como la rodonita y óxidos del manganeso.